# بالاگوشوو
بالاگوشوو (انگلیسی: Balagushevo) یک شهرک در شهرستان چیشمینسکی در استان باشقیرستان کشور روسیه است.